# Vieux-Fumé
Vieux-Fumé és un municipi francès situat al departament de Calvados i a la regió de Normandia. L'any 2007 tenia 385 habitants.

## Demografia

### Població
El 2007 la població de fet de Vieux-Fumé era de 385 persones. Hi havia 138 famílies de les quals 22 eren unipersonals (13 homes vivint sols i 9 dones vivint soles), 43 parelles sense fills, 69 parelles amb fills i 4 famílies monoparentals amb fills.
La població ha evolucionat segons el següent gràfic:
Habitants censats

### Habitatges
El 2007 hi havia 145 habitatges, 140 eren l'habitatge principal de la família, 3 eren segones residències i 2 estaven desocupats. 137 eren cases i 7 eren apartaments. Dels 140 habitatges principals, 126 estaven ocupats pels seus propietaris, 7 estaven llogats i ocupats pels llogaters i 8 estaven cedits a títol gratuït; 4 tenien dues cambres, 15 en tenien tres, 38 en tenien quatre i 82 en tenien cinc o més. 105 habitatges disposaven pel capbaix d'una plaça de pàrquing. A 48 habitatges hi havia un automòbil i a 83 n'hi havia dos o més.

### Piràmide de població
La piràmide de població per edats i sexe el 2009 era:
| Homes | Edats   | Dones |
| ----- | ------- | ----- |
| 0     | 95 o +  | 0     |
| 0     | 90 a 94 | 4     |
| 0     | 85 a 89 | 4     |
| 0     | 80 a 84 | 0     |
| 8     | 75 a 79 | 4     |
| 0     | 70 a 74 | 8     |
| 0     | 65 a 69 | 0     |
| 12    | 60 a 64 | 0     |
| 8     | 55 a 59 | 20    |
| 4     | 50 a 54 | 12    |
| 28    | 45 a 49 | 12    |
| 16    | 40 a 44 | 24    |
| 8     | 35 a 39 | 4     |
| 4     | 30 a 34 | 4     |
| 8     | 25 a 29 | 4     |
| 12    | 20 a 24 | 16    |
| 12    | 15 a 19 | 8     |
| 12    | 10 a 14 | 8     |
| 12    | 5 a 9   | 8     |
| 0     | 0 a 4   | 8     |

## Economia
El 2007 la població en edat de treballar era de 260 persones, 198 eren actives i 62 eren inactives. De les 198 persones actives 186 estaven ocupades (106 homes i 80 dones) i 11 estaven aturades (7 homes i 4 dones). De les 62 persones inactives 16 estaven jubilades, 26 estaven estudiant i 20 estaven classificades com a «altres inactius».

### Ingressos
El 2009 a Vieux-Fumé hi havia 153 unitats fiscals que integraven 439,5 persones, la mediana anual d'ingressos fiscals per persona era de 17.815 €.

### Activitats econòmiques
Dels 12 establiments que hi havia el 2007, 1 era d'una empresa alimentària, 1 d'una empresa de fabricació d'altres productes industrials, 3 d'empreses de construcció, 2 d'empreses de comerç i reparació d'automòbils, 1 d'una empresa d'hostatgeria i restauració, 1 d'una empresa d'informació i comunicació, 1 d'una empresa immobiliària i 2 d'empreses classificades com a «altres activitats de serveis».
Dels 4 establiments de servei als particulars que hi havia el 2009, 2 eren tallers de reparació d'automòbils i de material agrícola, 1 paleta i 1 guixaire pintor.
L'any 2000 a Vieux-Fumé hi havia 9 explotacions agrícoles que ocupaven un total de 543 hectàrees.

## Equipaments sanitaris i escolars
El 2009 hi havia una escola elemental integrada dins d'un grup escolar amb les comunes properes formant una escola dispersa.

## Poblacions més properes
El següent diagrama mostra les poblacions més properes.